# Castel del Monte (Olaszország)
Castel del Monte község (comune) Olaszország Abruzzo régiójában, L’Aquila megyében.

## Fekvése
A megye északkeleti részén fekszik. Határai: Arsita, Calascio, Castelli, Farindola, Ofena, Villa Celiera és Villa Santa Lucia degli Abruzzi.

## Története
Első írásos említése a 13. századból származik. A következő századokban nemesi birtok volt. Önállóságát a 19. század elején nyerte el, amikor a Nápolyi Királyságban felszámolták a feudalizmust.

## Népessége
A népesség számának alakulása:

## Főbb látnivalói
- San Marco-templom
- San Rocco-templom
- Madonna del Suffragio-templom